# آمنحتپ، پسر حاپو

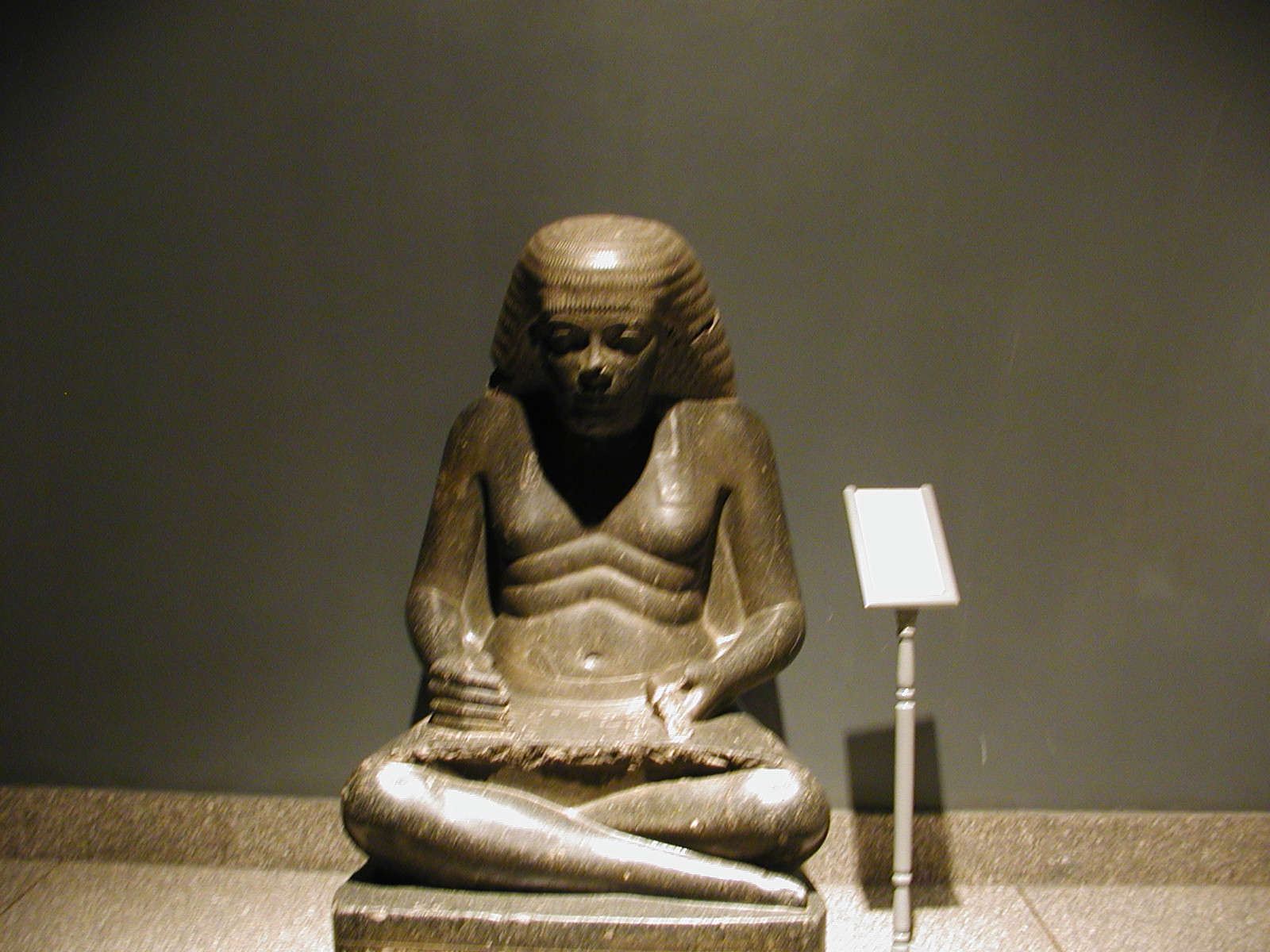
تندیس «آمنحتپ، پسر حاپو»

آمنحتپ، پسر حاپو (انگلیسی: Amenhotep, son of Hapu) یک معمار، کاهن، کاتب و مقامِ اداری در دربارِ «آمنحتپ سوم» فرعون مصر باستان بود.
وی در اواخرِ حکومتِ تحوتموس سوم و در شهر باستانی «اتریب» (بنهای کنونی در شمال قاهره) به‌دنیا آمد. پدرش «حاپو» و مادرش «آیتو» نام داشتند. او یک کاهن و کاتب عملیاتی (سازمان‌دهندهٔ کار و تأمین نیروی انسانی برای پروژه‌های شهری و نظامی فراعین) بود.